# Svizzera ai Giochi della XVII Olimpiade
La Svizzera partecipò ai Giochi della XVII Olimpiade che si sono svolti a Roma dal 25 agosto all'11 settembre 1960, con una delegazione di 149 atleti impegnati in sedici discipline.

## Medagliere

### Per discipline
| Sport       | Oro | Argento | Bronzo | Totale |
| ----------- | --- | ------- | ------ | ------ |
| Equitazione | 0   | 2       | 1      | 3      |
| Tiro        | 0   | 1       | 0      | 1      |
| Canottaggio | 0   | 0       | 1      | 1      |
| Vela        | 0   | 0       | 1      | 1      |
| Totale      | 0   | 3       | 3      | 6      |

### Medaglie
| Medaglia | Atleta                                           | Sport       | Evento                           |
| -------- | ------------------------------------------------ | ----------- | -------------------------------- |
| Argento  | Gustav Fischer                                   | Equitazione | Dressage individuale             |
| Argento  | Anton Bühler Hans Schwarzenbach Rudolf Günthardt | Equitazione | Concorso completo a squadre      |
| Argento  | Hans Rudolf Spillmann                            | Tiro        | Carabina 300 metri tre posizioni |
| Bronzo   | Ernst Hürlimann Rolf Larcher                     | Canottaggio | Due di coppia maschile           |
| Bronzo   | Anton Bühler                                     | Equitazione | Concorso completo individuale    |
| Bronzo   | Henri Copponex Pierre Girard Manfred Metzger     | Vela        | 5,5 metri                        |